# Памятник детям, расстрелянным в Бабьем Яру
Памятник детям, расстрелянным в Бабьем Яру (или Памятник уничтоженным в Бабьем Яру детям) — небольшой монумент в память о тех, чья жизнь оборвалась во время Второй Мировой Войны до того, как они успели повзрослеть.
По оценкам ученых, в Бабьем Яру было расстреляно около 150 000 евреев (жителей Киева, а также других городов Украины), но это количество не включает малолетних детей до трёх лет, которых тоже убивали, но не считали. На детей часто жалели пули, и вместо расстрела их обычно закапывали живьём или убивали дубинками. Выполнялись эти злодеяния в основном силами коллаборационистов и подразделения Айнзацгруппа C.
Ряд исследователей считает, что убитых было более 150 000. Количество детей, которые смогли спастись из Бабьего Яра из десятков тысяч убитых — менее десяти.
Памятник был установлен 30 сентября 2001 года. Скульптор Валерий Медведев, архитектор Юрий Мельничук (при участии Р. Бухаренко).